# クライブ・ハミルトン
クライブ・チャールズ・ハミルトン （英: Clive Charles Hamilton AM FRSA、1953年3月12日生まれ）は、オーストラリアの知識人。応用哲学・公共倫理センター （CAPPE）で公共倫理の教授をしており、チャールズ・スタート大学では公共倫理学部副学部長の職にある。また、オーストラリア政府の気候変動局の委員会のメンバーでもあり、オーストラリア研究所（The Australia Institute）の創設者、元事務局長である 。彼はオーストラリアのメディアに定期的に出演しており、公共政策に関する議論で意見している。 
ロイヤル・ソサエティー・オブ・アーツ・フェロー（FRSA）の称号を持ち、2009年6月8日には「公の議論および政策、特に、気候変動、 持続可能性および社会的動向の分野における貢献」に対し、オーストラリア勲章（AM）を授与された。 

## 教育およびアカデミックキャリア
オーストラリア国立大学を1975年に卒業、歴史、心理学、純粋数学で学士号取得。1979年に、シドニー大学で、経済学の学士を主席で取得した。奨学生として、1984年にサセックス大学の開発研究所で博士を取得。博士論文は「韓国の発展の一般均衡モデル」であった。 
1984年から1988年までは、オーストラリア国立大学で博士研究員、オーストラリア国立大学開発研究センターで開発経済学の大学院プログラムのディレクターを務めた。公共政策の上級講師も務め、1997年から2002年までは、オーストラリア国立大学の公共政策のフェローであり、2004年には、国立疫学・人口保健センターの客員フェローでもあった。1988年から2年間、連邦産業科学資源省（現在の生産性委員会）の産業経済局でシニア・リサーチ経済学者であった。1993年には「オーストラリア研究所」を設立。2008年まで自らエグゼクティブ・ディレクターを務めた。彼はイェール大学森林環境学部の客員研究員でもあった。     
現在、Oxford Uehiro Centre学術客員、オックスフォード・マーティン・スクールの客員講師、オックスフォード大学の哲学学部の客員教授である。彼はかつてケンブリッジ大学の土地経済学部の客員研究員であり、ケンブリッジ大学のクレア・ホール終身会員である。     

## 著作等
ハミルトンは、15年以上に渡って気候変動の政治問題について多くの著作を残してきた。彼の著書「Requiem for a Species」（Earthscan 2010）は、 気候変動否定論とその意味を探るものである。「Scorcher」（2007）と「Running from the Storm」（2001）は、特に京都議定書に関連しオーストラリア政府の取り組みに批判的なものだった。ハミルトンの気候変動に関する一般的な見解は、「世界は非常に不愉快な未来への道を進んでおり、それを止めるには遅すぎる」というものである。ハミルトンは、気候変動の真実を否定し他に何かを信じることは、単なる希望的観測に過ぎないと論じている。 
ハミルトンは、消費主義と過剰消費に関する本も書いている。「Growth Fetish」（2003）はオーストラリアでベストセラーとなり、考えのない無暗な経済成長へ追求がまるでフェティシズムのようになったことを示唆している。「Growth Fetish」では、ハミルトンは経済成長に対するウェルビーイングの政治を主張している。「Affluenza」（2005）の中では、現代の消費生活の浅さを探る中で、これらのテーマがどのように個人レベルで起きているかについて述べる。「What's Left」（2006）では、「Growth Fetish」と「Affluenza」で書かれたトピックについて触れ、「その意義を奪った」 自由市場の荒廃という形で、新しいタイプの「疎外化と搾取」が出現していると主張した。「Freedom Paradox」（2008）は、消費資本主義の本質とその結果を扱っている。本の中でハミルトンは、「市場の自由」によって引き起こされる「道徳的な退廃」への挑戦として役立つであろう「世俗時代の倫理」のシステムを提案している。 
2007年に「Silencing Dissent: How the Australian Government Is Controlling Public Opinion and Stifling Debate」をサラ・マディソンと共に編集したものが出版された。 
2018年2月には、中国共産党による、オーストラリアの市民社会と政治に対する影響力増大について、「Silent Invasion: China's influence in Australia（「サイレント・インベージョン ～オーストラリアにおける中国の影響～」）」を出版した。 

## 政治的候補

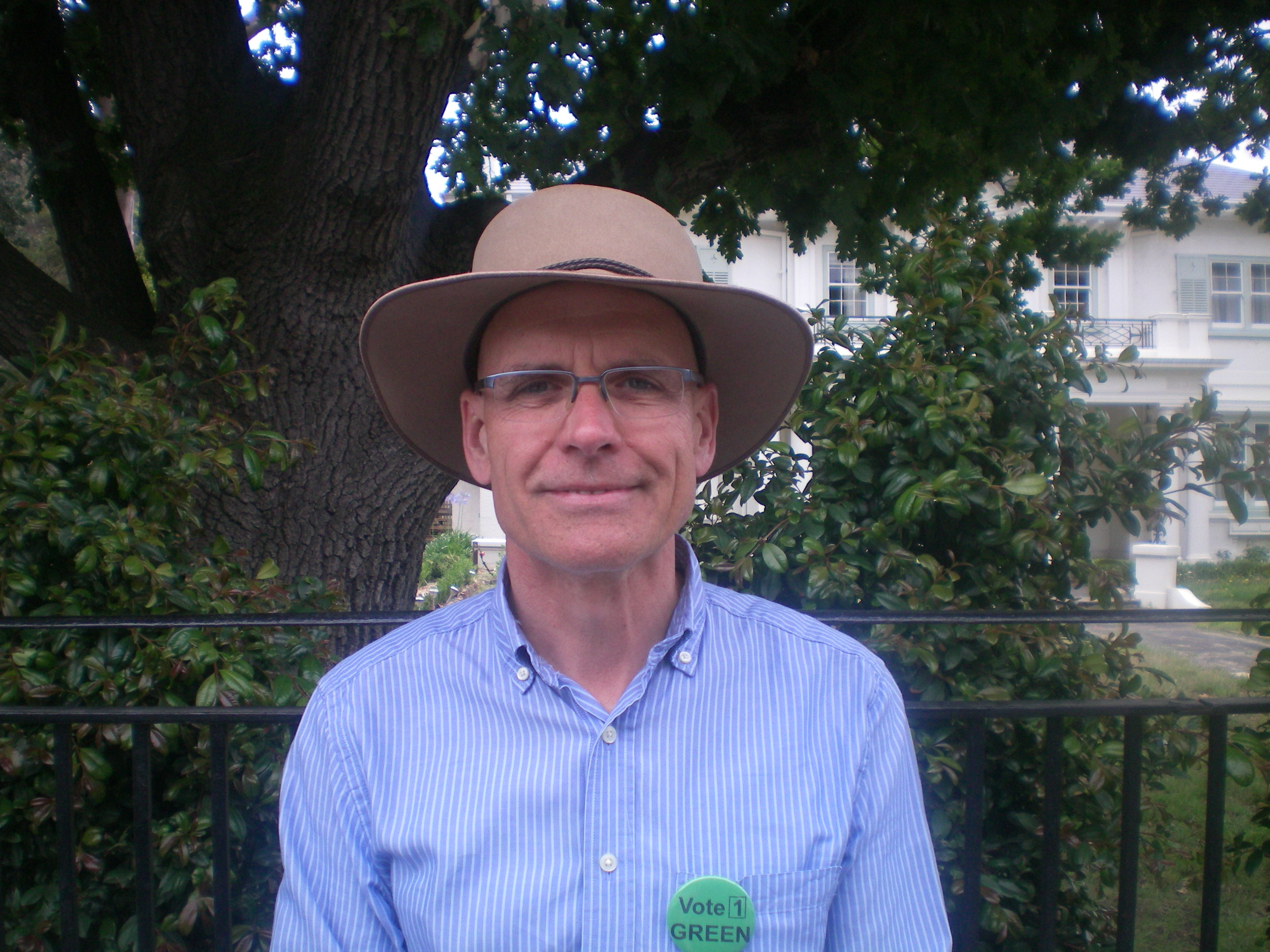
2009年、ヒギンズ選挙区で立候補したハミルトン

2009年10月23日に、連邦議会での補選でハミルトンはヒギンズ選挙区から、オーストラリア緑の党の立候補者として発表された。彼は他の9人と席を争って、32.40％の主票と39.77％の優先票を獲得し、2位となった。

## オーストラリア左派からの批判
ハミルトンはこれまで環境問題などの書籍を書きオーストラリアの左派的な立場の書籍を書いてきたことから、『目に見えぬ侵略』の執筆に対しのオーストラリアの左派から、「ハミルトンは突然右翼になった。いったい何が起きたんだ。」といった反応があり、人種差別主義者、中国恐怖症であると批判する声が挙がり白人のオーストラリア人から嫌がらせも受けたという。

## 著作
クライブ・ハミルトンによる書籍は、以下の通り。 

### 原著
- Hamilton, Clive (1986). Capitalist Industrialization in Korea, Westview Press.
- Hamilton, Clive (ed) (1991). The Economic Dynamics of Australian Industry, North Sydney: Allen & Unwin.
- Hamilton, Clive (1994). The Mystic Economist, Sydney: Willow Park Press.
- Hamilton, Clive & Diesendorf, Mark (eds) (1997). Human Ecology, Human Economy: Ideas for an Ecologically Sustainable Future, Sydney: Allen & Unwin.
- Hamilton, Clive & Throsby, David (eds) (1998). The ESD Process: Evaluating a Policy Experiment, Canberra: Academy of Social Sciences in Australia.
- Hamilton, Clive (2001). Running from the Storm: The Development of Climate Change Policy in Australia, Sydney: University of New South Wales Press.
- Hamilton, Clive (2003). Growth Fetish, Sydney: Allen & Unwin.
- Hamilton, Clive & Denniss, Richard (2005). Affluenza: When Too Much is Never Enough, Sydney: Allen & Unwin.
- Hamilton, Clive (2006). What's Left? The Death of Social Democracy, Sydney: Quarterly Essay.
- Hamilton, Clive (2007). Scorcher: The Dirty Politics of Climate Change, Melbourne: Black Inc.
- Hamilton, Clive & Maddison, Sarah (eds) (2007). Silencing Dissent: How the Australian Government Is Controlling Public Opinion and Stifling Debate, Sydney: Allen & Unwin.
- Hamilton, Clive (2008). The Freedom Paradox: Towards a Post-Secular Ethics, Sydney: Allen & Unwin.
- Hamilton, Clive (2010). Requiem For A Species: Why We Resist The Truth About Climate Change, Sydney: Allen & Unwin.
- Hamilton, Clive (2013). Earthmasters: Playing God with the climate, Sydney: Allen & Unwin.
- Hamilton, Clive (2016). What Do We Want?: The Story of Protest in Australia, Canberra: National Library of Australia
- Hamilton, Clive (2017). Defiant Earth: The Fate of Humans in the Anthropocene, Sydney: Allen & Unwin.
- Hamilton, Clive (2018). Silent Invasion: China's influence in Australia, Sydney: Hardie Grant Books. ISBN 9781743794807.
- Hamilton, Clive & Mareike Ohlberg (2020). Hidden Hand: Exposing How the Chinese Communist Party Is Reshaping the World, Sydney: Hardie Grant Books. ISBN 9781743795576.

### 邦訳
- 『目に見えぬ侵略 中国のオーストラリア支配計画』奥山真司訳、山岡鉄秀監修、飛鳥新社、2020年5月 ISBN 9784864107471
- 『見えない手 中国共産党は世界をどう作り変えるか』森孝夫訳、奥山真司監修、飛鳥新社、2020年12月 ISBN 9784864107471